# فيليب لوسون
فيليب لوسون (بالإنجليزية: Philip Lawson)‏ هو مغني وملحن بريطاني، ولد في 19 فبراير 1957 في كرولي في المملكة المتحدة.

## وصلات خارجية
- فيليب لوسون على موقع ميوزك برينز (الإنجليزية)
- فيليب لوسون على موقع أول ميوزيك (الإنجليزية)
- فيليب لوسون على موقع ديسكوغز (الإنجليزية)